# Aeroportul Churchill
Aeroportul Churchill (IATA: YYQ, ICAO: CYYQ) este un aeroport din Manitoba, Canada ce deservește zona Churchill⁠(d). Aeroportul a fost tranzitat în 2021 de 12.391 de pasageri. A fost numit după zona deservită.
Situat la o altitudine de 29 m, aeroportul dispune de o singură pistă. Este operat de Transport Canada⁠(d).